# Метла без дршке
Метла без дршке је југословенска телевизијска серија, снимана у периоду од 1989. до 1994. и наставак 2001. године.
Серија говори о животу и авантурама Душка, Златка, Драгане, Владимира и њихових пријатеља.

## Радња
Серија прати доживљаје Златка Лепшановића и његовог друга Душка, као и девојчица Софије (Златкове сестре) и Бранкице (ћерке госпође Верославе, која је пријатељица Златкове и Софијине маме Мирославе). Дечацима је увек била мистерија продавница кућних љубимаца "Весело Мајмунче", али ту су и доживљаји са родитељима који их не разумеју, залудним комшијама и комшиницама итд. Док су Златко и Душко стално у потрази за новим авантурама, Софија је примерно дете које похађа часове виолине и страних језика, а Бранкица је размажена, али се и поред тога њено понашање толерише од маме Верославе. Једна од комшиница, Душица, их стално нуди својим чувеним шненоклама, али и поред привидне љубазности, непрестано изазива подозрење главних јунака у погледу својих добрих намера и хуманог односа према животињама (сумњају да од Хермеса - кога назива "малом оклопњачом" - намерава да направи супу од корњаче).
Осим породице Лепшановић, серија прати и доживљаје младића Владимира и девојке Драгане, који су на почетку серије у улози водитеља, да би се касније сопственим ликовима укључили у радњу серије. Иако не постоји емотивна веза између Владимира и Драгане, већ је у питању однос између пријатеља, Драгана испољава одређену дозу љубоморе у односу на Јелену из Цвијићеве, Владимирову другарицу, и са њом се надмеће за Владимирову пажњу и наклоност. На половини серије, Драгана одлази у Америку и повремено се јавља телефоном и писмима, а улогу другарице са којом Владимир проводи највише времена и учествује у потрази за Алексом преузима Јелена из Цвијићеве.
У серији учествује и неколико животиња: пси Алекс, Цезар/Моца, Вилма и Витолд, корњаче Хермес и Жаклина, хрчак Дуња, папагај Мића, канаринци, бели мишеви и сл, чија појава је углавном у вези са продавницом кућних љубимаца "Весело мајмунче". Власник продавнице, Жаки (Жарко Мачкић), је Драганин теча. У каснијем току серија се бави и проблемом нелегалне трговине украденим расним псима, у коју је, како се на крају испоставља, умешан и Жаки, до тада позитиван карактер, који одлази у затвор на одслужење казне, док бригу о "Веселом мајмунчету" препушта комшиници Душици.
После паузе од скоро читаву деценију, током 2002. године снимљена је последња сезона "Метле без дршке", коју као сценариста поново потписује Мила Станојевић-Бајфорд. Ликови су остали исти, али су их углавном интерпретирали други глумци. Окосница те сезоне је прича о изгубљеној златној табакери предратног официра Павла Милидраговића, поклону Краљевског Височанства, која се, стицајем околности, налази код Душице, док син првобитног власника покушава да је пронађе. Након Жакијевог изласка из затвора, Душица настоји да му помогне да обнови "Весело мајмунче", али нема новца, па стога решава да замоли Златка да прода златну табакеру коју је наследила од своје баке. У намери да продају табакеру, Златко и његово друштво пролазе кроз читав низ догодовштина. Уз помоћ детектива Срећковића, мистерија се расплиће, па се открива да је табакера садржала тајну преграду у коју су се могле стављати поруке, путем којих су комуницирали Павле Милидраговић и његова несуђена вереница Анђелка. Пошто отац није хтео удати Анђелку за Милидраговића због њене младости и болести (туберкулоза), планирали су бекство, али их је у томе осујетила Душицина бака, у то време девојчица, која је неопажено узела табакеру са стола током једног пријема. Тако је табакера доспела код Душице, да би на крају била предата Милидраговићевом сину, који је, пронашавши табакеру, испунио аманет свог оца, који је целог живота патио за изгубљеном љубављу.
У последњој сезони студент Здравко и даље игра улогу негативца, који се прво усељава као подстанар код Гуцићке и њеног сестрића Немање, а затим, прерушен у жену, одлази у службу код Милидраговићевог сина, као "кућна помоћница Марица". Покушава да онемогући Златка и Јовану, а потом и Душка и Софију, да реше мистерију златне табакере. Мирослава, Златкова и Софијина мама, током претежног дела сезоне борави у болници, док бригу о деци преузимају деда и њена пријатељица Верослава, која, удружена да Софијиним професором виолине, игра негативну улогу, покушавајући да Мирославу што дуже задржи у болници како би "дисциплиновала" њену децу. Линија приче која прати Владимира и Јелену није у толикој мери разрађена као раније.

## Глума
Од првобитне поставе, исте ликове наставили су да тумаче Милена Дравић (Душица), Бранка Петрић (Муштерија, Немањина тета), Петар Краљ (Жаки) и Војислав Брајовић (Срећковић). У улози Владимира сада се појављује Ненад Стојменовић (заменио Слободана Бештића), Јелена је Исидора Минић (заменила Весну Тривалић), Здравко је Гордан Кичић (заменио Драгана Јовановића), Мирослава је Дара Џокић (заменила Неду Арнерић), Верослава је Маја Новељић Ромчевић (заменила Веру Чукић), деда је Власта Велисављевић (заменио Предрага Лаковића), бака Вера је Татјана Лукјанова (заменила Рахелу Ферари), Деса је Јелисавета Саблић (заменила Миру Бањац), а улоге деце су такође потпуно измењене. Милидраговићевог сина, самотњака који живи у кући пуној вредних уметничких дела, игра Раде Марковић.

## Улоге
| Глумац                 | Улога                                                             |
| ---------------------- | ----------------------------------------------------------------- |
| Владимир Марковић      | Златко Лепшановић (28 еп. 1989-1993)                              |
| Ева Мезеи              | Софија Лепшановић (27 еп. 1989-1993)                              |
| Неда Арнерић           | Мирослава Лепшановић, Златкова и Софијина мама (26 еп. 1989-1993) |
| Марко Панић            | Душко (26 еп. 1989-1993)                                          |
| Слободан Бештић        | Владимир (25 еп. 1989-1993)                                       |
| Милан Лане Гутовић     | Огњен Лепшановић (21 еп. 1989-1991)                               |
| Петар Краљ             | Жарко Мачкић (Жаки) (21 еп. 1989-2002)                            |
| Милена Дравић          | Душица (21 еп. 1989-2002)                                         |
| Гала Виденовић         | Драгана (20 еп. 1989-1991)                                        |
| Весна Тривалић         | Јелена из Цвијићеве (17 еп. 1989-1993)                            |
| Војислав Воја Брајовић | Срећковић (13 еп. 1991-2002)                                      |
| Предраг Лаковић        | Златков деда (13 еп. 1989-1993)                                   |
| Бранка Петрић          | Муштерија (13 еп. 1990-2002)                                      |
| Рахела Ферари          | Душкова бака (13 еп. 1989-1993)                                   |
| Милица Поповић         | Бранкица (12 еп. 1990-1993)                                       |
| Вера Чукић             | Верослава (11 еп. 1990-1993)                                      |
| Владета Јанковић       | Лично (10 еп. 1989-1990)                                          |
| Мира Бањац             | Тетка Деса (9 еп. 1989-1993)                                      |
| Бранимир Брстина       | Певач (9 еп. 1989-2002)                                           |

 Остале улоге  ▼
| Глумац                   | Улога                                    |
| ------------------------ | ---------------------------------------- |
| Аница Добра              | Певачица (8 еп. 1989)                    |
| Немања Павловић          | (7 еп. 1991-1993)                        |
| Петар Лаловић            | Лично (6 еп. 1989)                       |
| Софија Стефановић        | (5 еп. 1991)                             |
| Бранислав Лечић          | (4 еп. 1991)                             |
| Драган Николић           | Душков тата (4 еп. 1990-1991)            |
| Љубиша Самарџић          | Професор, Јованин тата (3 еп. 1989-1993) |
| Лора Орловић             | Девојка (3 еп. 1989)                     |
| Миљана Протић            | Јована (3 еп. 1993)                      |
| Дубравко Јовановић       | Паја (3 еп. 1990)                        |
| Ирена Ћесаревић          | Ана (2 еп. 1989)                         |
| Драган Јовановић         | Здравко Мачкић (2 еп. 1993)              |
| Јелисавета Сека Саблић   | Лично (2 еп. 1989-2002)                  |
| Жарко Кораћ              | Лично (2 еп. 1989-1990)                  |
| Зоран Славнић            | Лично (2 еп. 1989-1990)                  |
| Бора Ђорђевић            | Лично (2 еп. 1989)                       |
| Светлана Бојковић        | Лично (2 еп. 1990)                       |
| Љубомир Драшкић          | Лично (2 еп. 1990)                       |
| Срђан Гиле Гојковић      | Лично (2 еп. 1990)                       |
| Оља Ивањицки             | Лично (2 еп. 1990)                       |
| Раде Марковић            | Господин Милидраговић (1 еп. 2002)       |
| Живојин Жика Миленковић  | (1 еп. 2002)                             |
| Сара Вићентијевић        | (1 еп. 2002)                             |
| Светислав Гонцић         | Милиционер (1 еп. 1989)                  |
| Никола Јовановић         | (1 еп. 2002)                             |
| Ружица Сокић             | Учитељица (1 еп. 1989)                   |
| Предраг Милинковић       | Лекар (1 еп. 1989)                       |
| Ана Јанковић             | (1 еп. 2002)                             |
| Локица Стефановић        | (1 еп. 1991)                             |
| Ратко Танкосић           | (1 еп. 1991)                             |
| Радмила Еремац           | (1 еп. 1993)                             |
| Иван Михаиловић          | (1 еп. 2002)                             |
| Милош Јелић              | (1 еп. 1991)                             |
| Слободан Лазић           | (1 еп. 1993)                             |
| Татјана Шојић            | (1 еп. 1993)                             |
| Јелена Марковић          | (1 еп. 2002)                             |
| Снежана Мишковић         | (1 еп. 1991)                             |
| Александар Вуловић       | (1 еп. 1993)                             |
| Јован Малбашић           | (1 еп. 2002)                             |
| Радован Јовићевић        | (1 еп. 1991)                             |
| Лепа Мишић               | (1 еп. 1991)                             |
| Мирослава Ђокић          | (1 еп. 1993)                             |
| Андреа Весков            | (1 еп. 2002)                             |
| Тамара Ђурић             | (1 еп. 1991)                             |
| Светлана Петровић        | (1 еп. 1993)                             |
| Теодора Теодоровић       | (1 еп. 2002)                             |
| Гордан Кичић             | (1 еп. 2002)                             |
| Ненад Стојменовић        | (1 еп. 2002)                             |
| Дара Џокић               | (1 еп. 2002)                             |
| Немања Петровић          | (1 еп. 1991)                             |
| Власта Велисављевић      | (1 еп. 2002)                             |
| Милица Михајловић        | (1 еп. 2002)                             |
| Татјана Лукјанова        | (1 еп. 2002)                             |
| Маја Ранђић              | (1 еп. 2002)                             |
| Раде Марјановић          | (1 еп. 2002)                             |
| Тимоти Џон Бајфорд       | Лично (1 еп. 1989)                       |
| Растко Ћирић             | Лично (1 еп. 1989)                       |
| Обрад Ђокић              | Лично (1 еп. 1989)                       |
| Милан Никетић            | Лично (1 еп. 1989)                       |
| Слободан Новаковић       | Лично (1 еп. 1989)                       |
| Драган Стојковић         | Лично (1 еп. 1989)                       |
| Гордана Суша             | Лично (1 еп. 1989)                       |
| Драган Зарић             | Лично (1 еп. 1989)                       |
| Велимир Бата Живојиновић | Лично (1 еп. 1989)                       |
| Љубиша Бачић             | Лично (1 еп. 1990)                       |
| Снежана Богдановић       | Душкова мама (1 еп. 1990)                |
| Вук Бојовић              | Лично (1 еп. 1990)                       |
| Јадранка Јовановић       | Лично (1 еп. 1990)                       |
| Михајло Ковач            | Лично (1 еп. 1990)                       |
| Милица Лучић Чавић       | Лично (1 еп. 1990)                       |
| Драган Лукић             | Лично (1 еп. 1990)                       |
| Александар Поповић       | Лично (1 еп. 1990)                       |
| Бојана Шумоња            | Лично (1 еп. 1990)                       |

Комплетна ТВ екипа  ▼
| Редитељ                   | Владимир Алексић         | (28 еп. 1989—1993)                            |
| Редитељ                   | Миливоје Мишко Милојевић | (непознат број епизода)                       |
| Сценариста                | Мила Станојевић Бајфорд  | (29 еп. 1989—2002)                            |
| Сценариста                | Влада Стојиљковић        | (16 еп. 1989—1990)                            |
| Композитор                | Драган Илић              | (непознат број епизода)                       |
| Директор фотографије      | Миодраг Воркапић         | (непознат број епизода)                       |
| Монтажер                  | Јован Бановић            | (непознат број епизода)                       |
| Монтажер                  | Марко Драгојевић         | (непознат број епизода)                       |
| Монтажер                  | Наталија Николић         | (непознат број епизода)                       |
| Монтажер                  | Бошко Новаковић          | (непознат број епизода)                       |
| Монтажер                  | Зоран Поповић            | (непознат број епизода)                       |
| Монтажер                  | Радомир Тодоровић        | (непознат број епизода)                       |
| Сценограф                 | Милица Ејдус             | (непознат број епизода)                       |
| Сценограф                 | Марина Павловић          | (непознат број епизода)                       |
| Уметнички директор        | Сава Барбузан            | (непознат број епизода)                       |
| Уметнички директор        | Нада Крнета              | (непознат број епизода)                       |
| Костимограф               | Емилија Ковачевић        | (непознат број епизода)                       |
| Костимограф               | Невена Миловановић       | (непознат број епизода)                       |
| Одсек за шминку           | Нина Башић               | шминкерка (непознат број епизода)             |
| Одсек за шминку           | Марија Ковачевић         | шминкерка (непознат број епизода)             |
| Одсек за шминку           | Оливера Перић            | шминкерка (непознат број епизода)             |
| Одсек за шминку           | Славица Сајкић           | шминкерка (непознат број епизода)             |
| Помоћник режије           | Мирослав Лазић           | помоћник редитеља (непознат број епизода)     |
| Помоћник режије           | Александар Марковић      | помоћник редитеља (непознат број епизода)     |
| Помоћник режије           | Силвана Милановић        | помоћник редитеља (непознат број епизода)     |
| Одсек за звук             | Милутин Бабић            | микроман (непознат број епизода)              |
| Одсек за камеру и расвету | Игор Павловић            | техничар за осветљење (непознат број епизода) |
| Одсек за костим           | Биљана Михаиловић        | асистент костимографа (непознат број епизода) |